# Drapetis arnaudi
Drapetis arnaudi är en tvåvingeart som beskrevs av Rogers 1989. Drapetis arnaudi ingår i släktet Drapetis och familjen puckeldansflugor.
Artens utbredningsområde är Florida. Inga underarter finns listade i Catalogue of Life.